# Rosier de Boursault
Pour les articles homonymes, voir Boursault.
Espèce
Rosa ×lheritieranea, le Rosier de Boursault, est une espèce de plantes à fleurs de la famille des Rosaceae. C'est un rosier hybride obtenu avant 1820 que l'on a cru longtemps être issu de Rosa pendulina × Rosa chinensis, ce qui est infirmé par l'étude chromosomique. On sait aujourd'hui qu'il est en fait un hybride de Rosa blanda et Rosa pendulina. Il est de fait classé dans la section des Cinnamomeae, (ses deux parents en faisant partie) .

## Description
Le Rosier de Boursault est un rosier grimpant haut de 4 mètres. Ses tiges sont peu aiguillonnées ou même inermes. De couleur verte à l'ombre, elles deviennent rouges au soleil.
Les feuilles, vert foncé, sont composées de 3 à 7 folioles ovales allongées.
Les fleurs, apparaissent sur les tiges de l'année précédente. Groupées en corymbes comportant beaucoup de fleurs, elles sont plus ou moins doubles, en forme de coupe, de couleur rose carmin, sans parfum.
Les fruits sont des cynorrhodons ronds et lisses.

### Autres  rosiers de Boursault
Tous sont inermes (sans aiguillons) :
- 'Amadis' ou 'Crimson Boursault', grimpant à longues tiges vertes devenant pourpres, à feuillage lisse vert foncé et fleurs semi-doubles en forme de coupe, cramoisi foncé, solitaires ou en bouquet. Il lui arrive de refleurir.
- 'Blush Boursault', 'Calypso', 'Florida', 'Rose de l'Isle', grimpant haut de 5 à 7 mètres, à feuillage vert foncé, fleurs rose clair très doubles en bouquets.
- 'Madame de Sancy de Parabère', obtenue par Bonnet en 1874, grimpant haut de 2 à 3 mètres à fleurs très grandes (d'un diamètre de 12 cm) rose doux.
- 'Morletii', obtenue par Morlet en 1930. C'est un buisson haut de 1,5 à 3 mètres, à tiges lisses et arquées. Ses feuilles passent du cuivré au vert puis au cuivré rouge à l'automne. Ses fleurs très abondantes, doubles, rouge magenta, en bouquets, éclosent en une seule floraison au printemps.
- 'L'Orléanaise', obtenue par Vigneron en 1899, petit grimpant inerme aux fleurs rose vif[3].